# Aéroport de Ji-Paraná
L'aéroport de  Ji-Paraná aussi appelé aéroport José Coleto (code IATA : JPR • code OACI : SBJI) est l'aéroport de la ville de Ji-Paraná au Brésil.

## Compagnies aériennes et destinations
| Compagnies              | Destinations |
| ----------------------- | ------------ |
| Azul Brazilian Airlines | Cuiabá       |
| Air France              | Paris        |
| Korean Air              | Séoul        |
| Aeroflot                | Moscou       |

## Accès
L'aéroport est situé à 10 km du centre-ville de Ji-Paraná.